# Gail Brodsky
Gail Brodsky (* 5. Juni 1991 in Saporischschja, Ukraine) ist eine US-amerikanische Tennisspielerin.

## Karriere
Brodsky, die Rasenplätze bevorzugt, begann im Alter von sechs Jahren mit dem Tennissport. Sie spielt nahezu ausschließlich auf ITF-Turnieren, bei denen sie bislang sechs Einzel- und zwei Doppeltitel gewinnen konnte.

## Turniersiege

### Einzel
| Nr. | Datum           | Turnier   | Kategorie   | Belag             | Finalgegnerin    | Ergebnis       |
| --- | --------------- | --------- | ----------- | ----------------- | ---------------- | -------------- |
| 1.  | 2. Oktober 2010 | Porto     | ITF $10.000 | Sand              | Karolina Nowak   | 7:5, 6:1       |
| 2.  | 16. Januar 2011 | Le Gosier | ITF $10.000 | Hartplatz         | Sachia Vickery   | 6:3, 2:6, 6:2  |
| 3.  | 24. Juli 2011   | A Coruña  | ITF $25.000 | Hartplatz         | Alexandra Panowa | 6:3, 6:4       |
| 4.  | 21. Juni 2015   | Victoria  | ITF $10.000 | Hartplatz (Halle) | Naomi Totka      | 3:6, 6:2, 7:63 |
| 5.  | 24. Juni 2018   | Victoria  | ITF $15.000 | Hartplatz (Halle) | Maegan Manasse   | 3:6, 6:2, 6:3  |
| 6.  | 29. Juli 2018   | Ashland   | ITF $60.000 | Hartplatz         | Maegan Manasse   | 4:6, 6:1, 6:0  |

### Doppel
| Nr. | Datum         | Turnier     | Kategorie   | Belag             | Partnerin         | Finalgegnerinnen                | Ergebnis         |
| --- | ------------- | ----------- | ----------- | ----------------- | ----------------- | ------------------------------- | ---------------- |
| 1.  | 23. Mai 2010  | Landisville | ITF $10.000 | Hartplatz         | Alexandra Mueller | Dianne Hollands Tiffany Welford | 4:6, 7:5, [10:2] |
| 2.  | 24. Juni 2018 | Victoria    | ITF $15.000 | Hartplatz (Halle) | Brynn Boren       | Safiya Carrington Alana Smith   | 6:1, 6:2         |